# René Voisin
Pour les articles homonymes, voir Voisin (homonymie).
René Voisin, né René Louis Gabriel Voisin le 18 novembre 1893 à Angers (2e arrondissement), et mort le 16 janvier 1952 à Boston aux États-Unis, est un trompettiste français.

## Biographie
René Voisin est l'élève de Pierre Vignal au Conservatoire de Paris. En 1918, il remporte le premier prix d'excellence du Conservatoire. Il joua au sein de l'Orchestre de la Société des concerts du Conservatoire.
Il participa à la première du Sacre du printemps d'Igor Stravinsky.
Vers 1928, il débarque aux États-Unis et devient membre de l'orchestre symphonique de Boston sous la direction de Pierre Monteux puis de Serge Koussevitzky. Il exerça dans l'orchestre de Boston jusqu'à sa mort.
René Voisin était le père du trompettiste Roger Voisin, né également à Angers.